# Plínio de Arruda Sampaio
Plínio Soares de Arruda Sampaio, né le 26 juillet 1930 et mort le 8 juillet 2014, est un homme politique brésilien.